# (711) Marmulla
(711) Marmulla – planetoida z pasa głównego asteroid.

## Odkrycie
Została odkryta 1 marca 1911 roku w Obserwatorium Uniwersyteckim w Wiedniu przez Johanna Palisę. Nazwa planetoidy pochodzi prawdopodobnie od niemieckiego słowa marmel oznaczającego grę w kolorowe kulki. Przed jej nadaniem planetoida nosiła oznaczenie tymczasowe (711) 1911 LN.

## Orbita
(711) Marmulla okrąża Słońce w ciągu 3 lat i 127 dni w średniej odległości 2,24 au. Planetoida należy do rodziny planetoidy Flora nazywanej też czasem rodziną Ariadne.